# Démographie de la Haute-Garonne
La démographie de la Haute-Garonne est caractérisée par une forte densité et une population en forte croissance depuis les années 1920.
Avec ses 1 456 261 habitants en 2022, le département français de la Haute-Garonne se situe en 12e position sur le plan national.
En six ans, de 2015 à 2021, sa population s'est accrue de près de 99 300 unités, c'est-à-dire de plus ou moins 16 600 personnes par an. Mais cette variation est différenciée selon les 586 communes que comporte le département.
La densité de population de la Haute-Garonne, 230,8 habitants par kilomètre carré en 2022, est deux fois supérieure à celle de la France entière qui est de 107,1 hab./km2 pour la même année.

## Évolution démographique du département de la Haute-Garonne
Le département a été créé par décret du 4 mars 1790. Il comporte alors 8 districts (Toulouse, Rieux, Villefranche-de-Lauragais, Castelsarrasin, Muret, Saint-Gaudens, Revel, Grenade) et 54 cantons. Le premier recensement sera réalisé en 1791 et ce dénombrement, reconduit tous les cinq ans à partir de 1821, permettra de connaître plus précisément l'évolution des territoires.
Avec 427 856 habitants en 1831, le département représente 1,31 % de la population française, qui est alors de 32 569 000 habitants. De 1831 à 1866, il va gagner 65 921 habitants, soit une augmentation de 0,44 % moyen par an, égale au taux d'accroissement national de 0,48 % sur cette même période.
L'évolution démographique entre la Guerre franco-prussienne de 1870 et la Première Guerre mondiale est beaucoup plus faible qu'au niveau national. Sur cette période, la population perd 47 236 habitants,  soit une baisse de -9,85 % alors qu'elle croît de 10 % au niveau national. La population gagne 8,2 % pour la période de l'entre-deux guerres courant de 1921 à 1936 parallèlement à une croissance au niveau national de 6,9 %.
À l'instar des autres départements français, le Haute-Garonne va ensuite connaître un important essor démographique après la Seconde Guerre mondiale. Le taux d'accroissement démographique entre 1946 et 2007 est de 76,40 % alors qu'il est de 57 % au niveau national. Ce dynamisme démographique est toutefois différencié entre le nord du département qui, sous l'influence de Toulouse, connaît une forte croissance et le sud qui continue de se dépeupler.
En 2022, le département comptait 1 456 261 habitants, en évolution de +8,02 % par rapport à 2016 (France hors Mayotte : +2,11 %).
| 1791 | 1801    | 1806    | 1821    | 1826    | 1831    | 1836    | 1841    | 1846    |
| ---- | ------- | ------- | ------- | ------- | ------- | ------- | ------- | ------- |
| -    | 339 574 | 367 551 | 391 118 | 407 016 | 427 856 | 454 727 | 468 153 | 481 938 |

| 1851    | 1856    | 1861    | 1866    | 1872    | 1876    | 1881    | 1886    | 1891    |
| ------- | ------- | ------- | ------- | ------- | ------- | ------- | ------- | ------- |
| 481 610 | 481 247 | 484 081 | 493 777 | 479 362 | 477 730 | 478 009 | 481 169 | 472 383 |

| 1896    | 1901    | 1906    | 1911    | 1921    | 1926    | 1931    | 1936    | 1946    |
| ------- | ------- | ------- | ------- | ------- | ------- | ------- | ------- | ------- |
| 459 377 | 448 481 | 442 065 | 432 126 | 424 582 | 431 505 | 441 799 | 458 647 | 512 260 |

| 1954    | 1962    | 1968    | 1975    | 1982    | 1990    | 1999      | 2006      | 2011      |
| ------- | ------- | ------- | ------- | ------- | ------- | --------- | --------- | --------- |
| 525 669 | 594 633 | 690 712 | 777 431 | 824 501 | 925 962 | 1 046 338 | 1 186 330 | 1 260 226 |

| 2016      | 2021      | 2022      | - | - | - | - | - | - |
| --------- | --------- | --------- | - | - | - | - | - | - |
| 1 348 183 | 1 434 367 | 1 456 261 | - | - | - | - | - | - |

## Population par divisions administratives

### Arrondissements
Le département de la Haute-Garonne comporte trois arrondissements. La population se concentre principalement sur l'arrondissement de Toulouse, qui recense 79 % de la population totale du département en 2022, avec une densité de 450,4 hab./km2, contre 16 % pour l'arrondissement de Muret et 5 % pour celui de Saint-Gaudens.
| Arrondissement  | Population(2022) | Variation(2022/2016)                       | Superficie(km2) | Densité(hab./km2) |
| --------------- | ---------------- | ------------------------------------------ | --------------- | ----------------- |
| Toulouse        | 1 143 559        | en évolution de +8,92 % par rapport à 2016 | 2 538,9         | 450,4             |
| Muret           | 235 273          | en évolution de +6,56 % par rapport à 2016 | 1 630,9         | 144,3             |
| Saint-Gaudens   | 77 429           | en évolution de −0,02 % par rapport à 2016 | 2 139,6         | 36,2              |
| Source : Insee. |                  |                                            |                 |                   |

### Communes de plus de10 000 habitants
Sur les 586 communes que comprend le département de la Haute-Garonne, 114 ont en 2021 une population municipale supérieure à 2 000 habitants, 48 ont plus de 5 000 habitants, 18 ont plus de 10 000 habitants et cinq ont plus de 25 000 habitants : Toulouse, Colomiers, Tournefeuille, Blagnac et Muret.
Les évolutions respectives des communes de plus de 10 000 habitants sont présentées dans le tableau ci-après.
| Commune                  | Population(2022) | Variation(2022/2016)                        | Superficie(km2) | Densité(hab./km2) |
| ------------------------ | ---------------- | ------------------------------------------- | --------------- | ----------------- |
| Toulouse                 | 511 684          | en évolution de +7,62 % par rapport à 2016  | 118,3           | 4 325,3           |
| Colomiers                | 40 916           | en évolution de +5,68 % par rapport à 2016  | 20,83           | 1 964,3           |
| Tournefeuille            | 29 724           | en évolution de +12,44 % par rapport à 2016 | 18,17           | 1 635,9           |
| Blagnac                  | 27 314           | en évolution de +12,46 % par rapport à 2016 | 16,88           | 1 618,1           |
| Muret                    | 25 653           | en évolution de +1,77 % par rapport à 2016  | 57,84           | 443,5             |
| Plaisance-du-Touch       | 20 471           | en évolution de +12,17 % par rapport à 2016 | 26,53           | 771,6             |
| Cugnaux                  | 20 239           | en évolution de +13,89 % par rapport à 2016 | 13,01           | 1 555,6           |
| Balma                    | 17 431           | en évolution de +6,33 % par rapport à 2016  | 16,59           | 1 050,7           |
| Castanet-Tolosan         | 15 264           | en évolution de +17,75 % par rapport à 2016 | 8,22            | 1 856,9           |
| Ramonville-Saint-Agne    | 15 172           | en évolution de +7,26 % par rapport à 2016  | 6,46            | 2 348,6           |
| Saint-Orens-de-Gameville | 14 229           | en évolution de +23,52 % par rapport à 2016 | 13,06           | 1 089,5           |
| Fonsorbes                | 13 048           | en évolution de +11,07 % par rapport à 2016 | 19,03           | 685,7             |
| L'Union                  | 12 410           | en évolution de +6,43 % par rapport à 2016  | 6,77            | 1 833,1           |
| Saint-Gaudens            | 11 869           | en évolution de +3,83 % par rapport à 2016  | 27,35           | 434               |
| Saint-Jean               | 11 239           | en évolution de +4,71 % par rapport à 2016  | 5,94            | 1 892,1           |
| Castelginest             | 11 033           | en évolution de +8,18 % par rapport à 2016  | 8,11            | 1 360,4           |
| Villeneuve-Tolosane      | 10 704           | en évolution de +13,23 % par rapport à 2016 | 5,08            | 2 107,1           |
| Auterive                 | 10 291           | en évolution de +7,38 % par rapport à 2016  | 36,54           | 281,6             |
| Seysses                  | 10 167           | en évolution de +15,71 % par rapport à 2016 | 25,26           | 402,5             |
| Source : Insee.          |                  |                                             |                 |                   |

## Structures des variations de population

### Soldes naturels et migratoires depuis 1968
La variation moyenne annuelle est positive mais en décroissance depuis les années 1970, passant de 1,7 à 1,2 %.
Le solde naturel annuel qui est la différence entre le nombre de naissances et le nombre de décès enregistrés au cours d'une même année reste stable à 0,5 %. 
La baisse du taux de natalité, qui passe de 15,3 à 11,6 ‰, est en fait compensée par une baisse du taux de mortalité, qui parallèlement passe de 10,2 à 7 ‰.
Le flux migratoire reste positif mais décroissant sur la période courant de 1968 à 2021, passant de 1,2 à 0,7 %. 
| Indicateurs démographiques                       | 1968 à1975 | 1975 à1982 | 1982 à1990 | 1990 à1999 | 1999 à2010 | 2010 à2015 | 2015 à2021 |
| ------------------------------------------------ | ---------- | ---------- | ---------- | ---------- | ---------- | ---------- | ---------- |
| Variation annuelle moyenne de la population en % | 1,7        | 0,8        | 1,5        | 1,4        | 1,6        | 1,4        | 1,2        |
| - due au solde naturel en %                      | 0,5        | 0,3        | 0,3        | 0,4        | 0,5        | 0,6        | 0,5        |
| - due au solde apparent des entrées sorties en % | 1,2        | 0,6        | 1,1        | 0,9        | 1,0        | 0,8        | 0,7        |
| Taux de natalité en ‰                            | 15,3       | 12,3       | 12,2       | 12,5       | 12,6       | 12,7       | 11,6       |
| Taux de mortalité en ‰                           | 10,2       | 9,4        | 8,7        | 8,1        | 7,3        | 6,7        | 7,0        |
| Source : Insee.                                  |            |            |            |            |            |            |            |

### Mouvements naturels sur la période 2014-2022
En 2014, 16 641 naissances ont été dénombrées contre 8 812 décès. Le nombre annuel des naissances a diminué depuis cette date, passant à 15 523 en 2022, indépendamment à une augmentation, mais relativement faible, du nombre de décès, avec 10 922 en 2022. Le solde naturel est ainsi positif et diminue, passant de 7 829 à 4 601.
Le graphique qui aurait dû être présenté ici ne peut pas être affiché car il utilise l'ancienne extension Graph, désactivée pour des questions de sécurité. Des indications pour créer un nouveau graphique avec la nouvelle extension Chart sont disponibles ici.

## Densité de population
La densité de population est en augmentation depuis 1968, en cohérence avec l'augmentation de la population.
En 2021, la densité était de 227,3 hab./km2.
| 1968 |  | 109.5 |  |

| 1975 |  | 123.2 |  |

| 1982 |  | 130.7 |  |

| 1990 |  | 146.8 |  |

| 1999 |  | 165.8 |  |

| 2010 |  | 197.1 |  |

| 2015 |  | 211.6 |  |

| 2021 |  | 227.3 |  |

## Répartition par sexes et tranches d'âges
La population du département est plus jeune qu'au niveau national.
En 2021, le taux de personnes d'un âge inférieur à 30 ans s'élève à 38,4 %, soit au-dessus de la moyenne nationale (35,1 %). À l'inverse, le taux de personnes d'âge supérieur à 60 ans est de 22,1 % la même année, alors qu'il est de 26,6 % au niveau national.
En 2021, le département comptait 698 947 hommes pour 735 420 femmes, soit un taux de 51,27 % de femmes, légèrement inférieur au taux national (51,61 %).
Les pyramides des âges du département et de la France s'établissent comme suit.
| Hommes | Classe d’âge | Femmes |
| ------ | ------------ | ------ |
| 0,7    | 90 ou +      | 1,6    |
| 5,8    | 75-89 ans    | 7,9    |
| 13,5   | 60-74 ans    | 14,7   |
| 19,3   | 45-59 ans    | 18,8   |
| 20,8   | 30-44 ans    | 19,9   |
| 22     | 15-29 ans    | 20,7   |
| 17,9   | 0-14 ans     | 16,4   |

| Hommes | Classe d’âge | Femmes |
| ------ | ------------ | ------ |
| 0,7    | 90 ou +      | 1,9    |
| 7,0    | 75-89 ans    | 9,5    |
| 16,6   | 60-74 ans    | 17,5   |
| 20,0   | 45-59 ans    | 19,5   |
| 18,8   | 30-44 ans    | 18,3   |
| 18,3   | 15-29 ans    | 16,7   |
| 18,6   | 0-14 ans     | 16,7   |

## Répartition par catégories socioprofessionnelles
La catégorie socioprofessionnelle des cadres et professions intellectuelles supérieures est surreprésentée par rapport au niveau national. Avec 15,9 % en 2021, elle est 5,8 points au-dessus du taux national (10,1 %). La catégorie socioprofessionnelle des retraités est quant à elle sous-représentée par rapport au niveau national. Avec 21,5 % en 2021, elle est 5,3 points en dessous du taux national (26,8 %).
| Catégorie socioprofessionnelle                    | 2015      | 2015 | 2021      | 2021 | Détails de l'année 2021 | Détails de l'année 2021 | Détails de l'année 2021            | Détails de l'année 2021            | Détails de l'année 2021            |
| Catégorie socioprofessionnelle                    | Nb        | %    | Nb        | %    | Hommes                  | Femmes                  | Part en % de la population âgée de | Part en % de la population âgée de | Part en % de la population âgée de |
| Catégorie socioprofessionnelle                    | Nb        | %    | Nb        | %    | Hommes                  | Femmes                  | 15 à 24 ans                        | 25 à 54 ans                        | 55 ans ou +                        |
| ------------------------------------------------- | --------- | ---- | --------- | ---- | ----------------------- | ----------------------- | ---------------------------------- | ---------------------------------- | ---------------------------------- |
| Agriculteurs exploitants                          | 4 526     | 0,4  | 4 062     | 0,3  | 2 972                   | 1 090                   | 0,1                                | 0,4                                | 0,4                                |
| Artisans, commerçants, chefs d'entreprise         | 39 461    | 3,6  | 43 597    | 3,7  | 30 181                  | 13 415                  | 0,8                                | 5,5                                | 2,5                                |
| Cadres et professions intellectuelles supérieures | 158 426   | 14,4 | 188 851   | 15,9 | 112 902                 | 75 949                  | 3,9                                | 25,7                               | 7,9                                |
| Professions intermédiaires                        | 183 945   | 16,7 | 197 937   | 16,7 | 89 502                  | 108 435                 | 9,7                                | 25,8                               | 7,1                                |
| Employés                                          | 173 544   | 15,8 | 177 455   | 14,9 | 46 677                  | 130 777                 | 14,0                               | 20,7                               | 7,1                                |
| Ouvriers                                          | 104 738   | 9,5  | 104 669   | 8,8  | 85 881                  | 18 788                  | 8,2                                | 12,5                               | 3,8                                |
| Retraités                                         | 241 777   | 22,0 | 255 326   | 21,5 | 115 909                 | 139 417                 | 0,0                                | 0,1                                | 62,9                               |
| Autres personnes sans activité professionnelle    | 193 784   | 17,6 | 216 869   | 18,2 | 90 417                  | 126 452                 | 63,3                               | 9,2                                | 8,3                                |
| Ensemble                                          | 1 100 200 | 100  | 1 188 766 | 100  | 574 442                 | 614 324                 | 100                                | 100                                | 100                                |
| Sources : Insee,.                                 |           |      |           |      |                         |                         |                                    |                                    |                                    |